# جواد نادر
جواد جرجس نادر (1913 - 1985) شاعر سوري - أرجنتيني. ولد في برشين ونشأ بها ودرس في طرابلس الشام ثم هاجر إلى الأرجنتين في سن مبكّرة عام 1930، واستقرّ في عاصمتها، وفيها تعلّم وثقّف نفسه. رأس تحرير الجريدة السورية اللبنانية ثم عمل موظّفًا في المفوّضية السورية، ثمّ في محطّة الإذاعة العربية، وكان من أركان الرابطة الأدبية. كتب روايات انتقاديّة وله بعض مؤلفات والشعر، نشره في صحف المهجر، وكذلك بعض الترجمات، منها ديوان مارتن فييرو للشاعر الأرجنتيني خوسيه هرنانديث. توفي في بوينس آيرس . 

## سيرته
ولد جواد بن جرجس نادر في قرية برشين بسنجق حماة بولاية سوريا العثمانية (بناحية عين حلاقيم في منطقة مصياف في محافظة حماة فيما بعد) سنة 1332 هـ/ 1913 م ونشأ بها. التحق بالمدرسة الأمريكية في طرابلس الشام وهاجر إلى الأرجنتين عام 1930 وواصل دراسته معتمدًا على نفسه، وأتقن اللغة الإسبانية إلى جانب العربية.

عمل موظفًا في السفارة السورية بالأرجنتين من 1950 حتى 1955، ثم في السفارة الليبية. ثم انتقل للعمل بالصحافة في جريدة السلام، ثم الجريدة السورية اللبنانية، وعمل في محطة الإذاعة العربية في الأرجنتين، وتولى رئاسة تحرير مجلة الحياة الجديدة في عام 1960.

كان عضوًا في الرابطة الأدبية بسورية منذ تأسيسها في 1949.

توفي جواد نادر في بوينس آيرس سنة 1985م/ 1406 هـ.

## شعره
وصفه عبد العزيز البابطين «شاعر مهجري، يلتزم شعره الأوزان والقوافي الخليلية، ويغلب عليه شعر الغزل، في مستواه الروحي الرفيع وتصوير لواعجه وحبه وأشواقه، في سياق رمزي يشف عن غايات وطنية وحنين إلى سورية.» من شعره بعنوان يا ناعم البال:

## مؤلفاته
له قصائد نشرت في دوريات عربية كانت تصدر بالأرجنتين، واختار منها كتاب المهاجرة والمهاجرون، ومجلة الضاد الحلبية. له مؤلفات عدة، منها:
- ميت يتكلم، رواية، الأرجنتين، 1939
- تاريخ الجهاد لأجل الحرية والاتحاد، الأرجنتين، 1946
- معركة فلسطين في المهجر،الأرجنتين، 1952

وترجم ديوان مارتن فييرو للشاعر الأرجنتيني خوسيه هرنانديث ، 1956.